# Matiacoali
Matiacoali (auch Matiakoali) ist sowohl eine Gemeinde (französisch commune rurale) als auch ein dasselbe Gebiet umfassendes Departement im westafrikanischen Staat Burkina Faso, in der Region Est und der Provinz Gourma. Die Gemeinde hat 54.574 Einwohner.
Während der kolonialen Expansion der europäischen Mächte zum Ende des 19. Jahrhunderts errichtete Oberleutnant Gaston Thierry in Matiacoali (Matschakuale) im Jahr 1896 einen deutschen Posten. Durch ein deutsch-französisches Abkommen im Jahr 1897 wurde ganz Gourma dann französische Kolonie.
In Matiacoali entspringt der Fluss Tapoa.